# Martín Kesman
Martín Kesman (Montevideo, 24 de febrero de 1983) es un periodista y locutor uruguayo. Es hijo del reconocido periodista deportivo Alberto Kesman.

## Carrera
En el año 1998, a la edad de 15 años, ingresó a la Radio Universal. Actualmente se desempeña como relator deportivo en dicha radio en el programa La oral deportiva junto a su padre.
En 2001 comenzó en la televisión en Teledoce con participaciones en diversos programas. Desde 2004 trabajó en las coberturas deportivas de Telemundo, el noticiero de la emisora, luego en la edición del mediodía del mismo. Se desempeña como corresponsal en el periódico paraguayo ABC Color, además de tener participaciones esporádicas en programas deportivos del canal de televisión del diario, ABC TV. También participó en coberturas del fútbol uruguayo para el canal ESPN en los países de Estados Unidos y México desde el 2010.
Con Teledoce formó parte de las coberturas de los mundiales masculinos de fútbol de Brasil 2014 y Rusia 2018. En 2018 incursó en la ficción en la obra Más hundidos que nunca en el Teatro Movie junto a Sergio Gorzy, Alberto Sonsol, Federico Buysán, Leo Pacella y Federico Paz, y con la dirección de Catalina Ferrand y Sebastián Bandera.
En el año 2021, tras 19 años en el canal y 16 años en el informativo, fue desvinculado de Teledoce debido a diferencias con la producción. En marzo de 2022 se confirmó su participación en la tercera temporada de la edición con celebridades de MasterChef Uruguay, por Canal 10.

## Vida personal
En agosto del año 2017 se casó con su pareja Cecilia Mendlowicz, un mes antes del nacimiento de su hijo León Kesman. En 2021 nació Sofía, la segunda hija del matrimonio.